# 게임스탑
게임스탑(영어: GameStop)은 미국의 비디오 게임 판매점이다. 2012년 기준으로 미국, 캐나다, 오스트레일리아, 오스트리아, 덴마크, 핀란드, 프랑스, 독일, 이탈리아, 뉴질랜드, 노르웨이, 포르투갈, 푸에르토리코, 스페인, 스웨덴, 스위스, 영국 등 약 6700개 점포를 전개하고 있다.

## 역사
게임스탑의 뿌리는 1984년 전 하버드 경영대학원 학생 James McCurry와 Gary M. Kusin이 설립한 텍사스 소프트웨어 소매업체 배비지(Babbage)로 거슬러 올라간다.

## 같이 보기
- 게임스탑 쇼트 스퀴즈 사건